# Damballa

Vévé de Damballa

Dambalah, Damballa ou Damballah, est l'esprit vaudou de la fécondité, de la bonté, et de la connaissance symbolisé par la couleuvre ou le boa. 
En couple avec Ayida Wedo, la maîtresse du ciel. Il apporte et communique les connaissances occultes et le savoir ; il est un grand esprit de fertilité et de sagesse qui aidera également à éviter les mauvais pas et à prendre les bonnes directions.
Il représente le principe du bien, et vit près des rivières et des sources. Sa couleur est le blanc, et il demande des offrandes de cette couleur (œufs, farine). Les fidèles possédés par Damballa se mettent à siffler et à ramper comme des serpents.
Il est associé au saint Patrick chrétien qui chassa les serpents d'Irlande.

## Dans la culture
Pétion Savain publie en 1939 une fiction intitulée La Case de Damballah. Il est invoqué pour faire revivre Chucky dans la série de films du personnage éponyme, ainsi que dans la série télévisée du même nom.
Henri Vernes a publié une nouvelle (centrée sur son héros Bob Morane), titrée "Les compagnons de Damballah".
Damballa est aussi présent dans le livre Pays sans chapeau de Dany Laferrière, il vient vanter les mérites des loas du vaudou auprès de Dany.
Il est également présent dans la série de Loïs et Clark : Les Nouvelles Aventures de Superman dans l'épisode La Mère de la mariée (Episode 12, Saison 3).
Il est aussi mentionné dans le jeu vidéo de 1993 Gabriel Knight: Sins of the Fathers de Jane Jensen (conceptrice).
Dans Extralarge (en), c'est présent dans l'épisode "Extralarge: Black Magic (1992)".
C'est présent dans Le Train des épouvantes de 1965.
C'est présent dans Conan l'Aventurier (série télévisée d'animation) à l'épisode "Bones of Damballa".

## Du même sujet
- Oxalá

- Kengue (en)